# Robilante
Robilante (piemontiul: Robilant, okcitánul: Roubilant) település Olaszországban, Piemont régióban, Cuneo megyében. Lakosainak száma 2129 fő (2023. január 1.). Robilante Boves, Roaschia, Vernante, Roccavione és Limone Piemonte községekkel határos.

## Népesség
A település lakossága az elmúlt években az alábbi módon változott:
| Lakosok száma | 2279 | 2285 | 2129 |
|               | 2017 | 2018 | 2023 |